# Вікова діброва (пам'ятка природи)
Вікова́ дібро́ва — ботанічна пам'ятка природи місцевого значення в Україні. Розташований у межах Глибоцького району Чернівецької області, на захід від південної частини села Валя Кузьмина. 
Площа 3 га. Статус присвоєно згідно з рішенням 17-ї сесії обласної ради ХХІІІ скликання від 20.12.2001 року № 171-17/01. Перебуває у віданні ДП «Чернівецький лісгосп» (Кузьмінське лісництво, кв. 15, вид. 6). 
Статус присвоєно для збереження частини лісового масиву з цінними насадженнями дуба. 